# Sergio Henao
Sergio Luis Henao Montoya (nascido em 10 de dezembro de 1987) é um ciclista colombiano. Tornou-se piloto profissional em 2012. Atualmente corre para a equipe britânica, Team Sky.